# اینال‌لی
اینال‌لی (به لاتین: Eynallı) یک منطقه مسکونی در جمهوری آذربایجان است که در شهرستان آغستفا واقع شده است. اینال‌لی ۲۲۸۴ نفر جمعیت دارد.